# Ukshin Hoti
Ukshin Hoti (ur. 1943 w Krushë e Madhe, zm. prawdopodobnie 1999) – kosowski działacz niepodległościowy i demokratyczny, wykładowca Wydziału Filozofii na Uniwersytecie w Prisztinie. Jest uznany za zaginionego.

## Życiorys
Naukę podstawową i średnią ukończył w Prizrenie i w Prisztinie. W 1964 roku zapisał się na Wydział Medycyny Uniwersytetu w Zagrzebiu, jednak za namową profesorów zmienił kierunek na studia polityczne. Będąc studentem na tym uniwersytecie, organizował protesty przeciwko wojnie wietnamskiej. W 1968 roku wyjechał do Belgradu, gdzie następnie ukończył studia podyplomowe na Uniwersytecie w Belgradzie w zakresie stosunków międzynarodowych. Jako student pełnił w Belgradzie służbę wojskową. Następnie specjalizował się na Uniwersytecie Harvarda, na Uniwersytecie w Chicago i na Uniwersytecie Jerzego Waszyngtona.
W latach 1972–1977 był sekretarzem jugosłowiańskiego Ministerstwa Spraw Zagranicznych.
19 listopada 1981 roku został skazany na 9 lat więzienia za publiczne bronienie studentów domagających się niepodległości Kosowa, jednak wyrok został skrócony do 3.5 roku. Po zwolnieniu z więzienia wrócił do Orahovaca.
W 1990 roku pracował w Lublanie jako redaktor w albańskojęzycznych czasopismach Alternativa, Republika i Demokracia Autentike - DEA, które już w następnym roku zostały zamknięte. Wrócił do Prisztiny, gdzie przez pewien czas ponownie pracował na Uniwersytecie w Prisztinie. W 1993 roku opuścił Demokratyczną Ligę Kosowa. 17 maja 1994 r. został skazany na 5 lat więzienia za udział w ruchu na rzecz niepodległości Kosowa.
W 1998 roku był nominowany do Nagrody Sacharowa.

### Zaginięcie
Ze względu na pełne odbycie wyroku, 16 maja 1999 roku zwolniony z więzienia w Lipljanie. Rodzina Hotiego nie została powiadomiona o zakończeniu jego wyroku. Został po tym uznany za zaginionego, prawdopodobnie został uprowadzony przez władze jugosłowiańskie. Ostatni raz był widziany w dniu uwolnienia przez trzech byłych współwięźniów.

## Publikacje[8]
- Filozofia politike e çështjes shqiptare
- Od politike hladnog rata do detanta (1976)
- The political philosophy of Albanian question (1998)
- Bisedë përmes hekurash (2000 - wydanie prawdopodobnie pośmiertne)

## Życie prywatne
Był najstarszym z sześciorga dzieci Fatimy i Nazifa (Ukshim miał trzech braci: Ragipiego, Hidajeta, Afrima oraz dwie siostry: Myrveten i Resmiję). Fatima była gospodynią domową, a Nazif prowadził kiosk z gazetami przed szkołą we wsi Krushë e Madhe.
Miał córkę Erletę.